# L'Emperadora
L'Emperadora és una muntanya de 1.962 metres que es troba entre els municipis de Castellar de n'Hug, a la comarca del Berguedà i de Toses, a la comarca catalana del Ripollès.